# Fortitudo Agrigento 2023-2024
La Fortitudo Agrigento nel 2023-2024 ha disputato il campionato di Serie A2.

## Verdetti stagionali
- Serie A2: (33 partite)

Girone Verde: 10º su 12 squadre (8-24);
Girone salvezza: 4º su 6 squadre (7-3).
- Supercoppa LNP: (2 partite)

eliminatorie: 3º nel Girone G (1-1).

## Roster
| Fortitudo Agrigento | Fortitudo Agrigento |
| Giocatori           | Staff tecnico       |
| ------------------- | ------------------- |

| N. | Naz.                                     | Ruolo | Nome                    | Anno | Alt.   | Peso   |  |
| -- | ---------------------------------------- | ----- | ----------------------- | ---- | ------ | ------ |  |
| 1  | Italia (bandiera)                        | GA    | Lorenzo Ambrosin        | 1997 | 195 cm | 90 kg  |  |
| 3  | Italia (bandiera)                        | AP    | Sadio Soumalia Traoré   | 2004 | 200 cm | 94 kg  |  |
| 4  | Italia (bandiera)                        | PG    | Davide Meluzzi          | 1998 | 180 cm | 75 kg  |  |
| 5  | Stati Uniti (bandiera)                   | P     | Dwayne Cohill           | 2000 | 188 cm | 82 kg  |  |
| 6  | Italia (bandiera)                        | G     | Edoardo Ronca           | 2003 | 194 cm | 90 kg  |  |
| 7  | Italia (bandiera)                        | P     | Emanuele Caiazza        | 2003 | 180 cm | 70 kg  |  |
| 12 | Argentina (bandiera) · Italia (bandiera) | A     | Albano Chiarastella (C) | 1985 | 195 cm | 92 kg  |  |
| 13 | Argentina (bandiera) · Italia (bandiera) | GA    | Nicolas Morici          | 1994 | 191 cm | 90 kg  |  |
|    | Argentina (bandiera)                     | AP    | Agustin Fabi            | 1991 |        |        |  |
| 15 | Italia (bandiera)                        | G     | Alessandro Sperduto     | 2000 | 193 cm | 80 kg  |  |
| 18 | Estonia (bandiera) · Italia (bandiera)   | AC    | Mait Peterson           | 2002 | 208 cm | 80 kg  |  |
| 32 | Stati Uniti (bandiera)                   | C     | Jacob Polakovich        | 2000 | 206 cm | 111 kg |  |

| Allenatore                                                                   |
| - Damiano Pilot dalla 18ª Marco Calvani dalla 29ª Damiano Pilot              |
| Assistente/i                                                                 |
| - Marco Morganti Legenda - (C) Capitano - (IN) Inattivo - Infortunato Roster |

### Organigramma
- Organigramma societario
  - Presidente: Gabriele  Moncada
  - Vice Presidente: Angelo Iacono Quarantino
  - Direttore Sportivo: Cristian Mayer
  - Team Manager: Guglielmo Fiannaca
  - Ufficio Stampa: Marco Gallo
  - Marketing ed Eventi: Laura Vento

- Staff tecnico
  - Allenatore: Damiano Pilot, poi Marco Calvani, poi Damiano Pilot
  - Vice allenatore: Marco Morganti
  - Preparatore fisico: Gianluca Amato
  - Fisioterapista: Mauro Borsellino

## Statistiche

### Stagione regolare
| Nome                  | Pun | G  | Min | Falli | Falli | Tiri da 2 | Tiri da 2 | Tiri da 2 | Tiri da 3 | Tiri da 3 | Tiri da 3 | Tiri Liberi | Tiri Liberi | Tiri Liberi | Rimbalzi | Rimbalzi | Rimbalzi | Stop | Stop | Palle | Palle | Ass |
| Nome                  | Pun | G  | Min | C     | S     | R         | T         | %         | R         | T         | %         | R           | T           | %           | O        | D        | T        | D    | S    | P     | R     | Ass |
| --------------------- | --- | -- | --- | ----- | ----- | --------- | --------- | --------- | --------- | --------- | --------- | ----------- | ----------- | ----------- | -------- | -------- | -------- | ---- | ---- | ----- | ----- | --- |
| Lorenzo Ambrosin      | 334 | 22 | 678 | 79    | 102   | 62        | 125       | 50        | 45        | 133       | 34        | 75          | 93          | 81          | 20       | 63       | 83       | 2    | 10   | 41    | 29    | 54  |
| Alessandro Sperduto   | 269 | 21 | 413 | 51    | 73    | 35        | 77        | 45        | 43        | 113       | 38        | 70          | 88          | 80          | 23       | 28       | 51       | 0    | 2    | 15    | 17    | 15  |
| Dwayne Cohill         | 260 | 19 | 507 | 44    | 49    | 82        | 162       | 51        | 19        | 69        | 28        | 39          | 54          | 72          | 8        | 26       | 34       | 3    | 10   | 37    | 15    | 25  |
| Jacob Polakovich      | 227 | 22 | 629 | 50    | 73    | 88        | 153       | 58        | 0         | 0         | 0         | 51          | 98          | 52          | 72       | 158      | 230      | 6    | 6    | 34    | 12    | 24  |
| Davide Meluzzi        | 189 | 22 | 575 | 79    | 49    | 39        | 93        | 42        | 30        | 122       | 25        | 21          | 29          | 72          | 7        | 40       | 47       | 2    | 10   | 35    | 19    | 58  |
| Nicolas Morici        | 161 | 21 | 519 | 51    | 42    | 33        | 67        | 49        | 24        | 56        | 43        | 23          | 26          | 88          | 13       | 67       | 80       | 3    | 5    | 33    | 13    | 42  |
| Albano Chiarastella   | 112 | 17 | 537 | 33    | 35    | 32        | 45        | 71        | 12        | 40        | 30        | 12          | 21          | 57          | 6        | 105      | 111      | 1    | 0    | 24    | 16    | 80  |
| Mait Peterson         | 50  | 22 | 300 | 48    | 19    | 19        | 57        | 33        | 0         | 8         | 0         | 12          | 22          | 55          | 13       | 37       | 50       | 3    | 2    | 20    | 7     | 11  |
| Emanuele Caiazza      | 41  | 18 | 130 | 34    | 26    | 7         | 21        | 33        | 4         | 12        | 33        | 15          | 24          | 63          | 5        | 12       | 17       | 0    | 2    | 14    | 5     | 17  |
| Agustin Fabi          | 9   | 2  | 45  | 6     | 2     | 0         | 0         | 0         | 3         | 7         | 43        | 0           | 0           | 0           | 0        | 4        | 4        | 0    | 0    | 2     | 1     | 3   |
| Sadio Soumalia Traore | 8   | 10 | 55  | 11    | 0     | 4         | 8         | 50        | 0         | 1         | 0         | 0           | 0           | 0           | 1        | 6        | 7        | 0    | 1    | 2     | 0     | 2   |
| Edoardo Ronca         | 2   | 4  | 12  | 3     | 0     | 1         | 1         | 100       | 0         | 1         | 0         | 0           | 0           | 0           | 0        | 0        | 0        | 0    | 0    | 1     | 0     | 0   |

### Fase orologio
| Nome                  | Pun | G  | Min | Falli | Falli | Tiri da 2 | Tiri da 2 | Tiri da 2 | Tiri da 3 | Tiri da 3 | Tiri da 3 | Tiri Liberi | Tiri Liberi | Tiri Liberi | Rimbalzi | Rimbalzi | Rimbalzi | Stop | Stop | Palle | Palle | Ass |
| Nome                  | Pun | G  | Min | C     | S     | R         | T         | %         | R         | T         | %         | R           | T           | %           | O        | D        | T        | D    | S    | P     | R     | Ass |
| --------------------- | --- | -- | --- | ----- | ----- | --------- | --------- | --------- | --------- | --------- | --------- | ----------- | ----------- | ----------- | -------- | -------- | -------- | ---- | ---- | ----- | ----- | --- |
| Lorenzo Ambrosin      | 170 | 10 | 328 | 27    | 49    | 26        | 59        | 44        | 24        | 62        | 39        | 46          | 60          | 77          | 9        | 41       | 50       | 4    | 1    | 21    | 8     | 22  |
| Davide Meluzzi        | 106 | 10 | 223 | 32    | 25    | 21        | 45        | 47        | 16        | 43        | 37        | 16          | 22          | 73          | 0        | 21       | 21       | 1    | 4    | 15    | 3     | 20  |
| Dwayne Cohill         | 104 | 10 | 246 | 25    | 13    | 26        | 60        | 43        | 14        | 34        | 41        | 10          | 12          | 83          | 1        | 12       | 13       | 0    | 4    | 13    | 3     | 10  |
| Jacob Polakovich      | 95  | 10 | 280 | 25    | 26    | 44        | 72        | 61        | 0         | 0         | 0         | 7           | 27          | 26          | 40       | 60       | 100      | 3    | 7    | 18    | 4     | 12  |
| Alessandro Sperduto   | 71  | 5  | 104 | 14    | 21    | 7         | 15        | 47        | 13        | 33        | 39        | 18          | 23          | 78          | 4        | 9        | 13       | 1    | 0    | 7     | 1     | 3   |
| Albano Chiarastella   | 65  | 10 | 241 | 14    | 15    | 11        | 23        | 48        | 12        | 31        | 39        | 7           | 9           | 78          | 5        | 47       | 52       | 0    | 3    | 10    | 8     | 34  |
| Agustin Fabi          | 35  | 10 | 198 | 14    | 11    | 4         | 10        | 40        | 7         | 27        | 26        | 6           | 7           | 86          | 6        | 10       | 16       | 0    | 0    | 9     | 2     | 10  |
| Nicolas Morici        | 33  | 6  | 166 | 16    | 18    | 7         | 24        | 29        | 4         | 13        | 31        | 7           | 12          | 58          | 2        | 25       | 27       | 2    | 1    | 14    | 6     | 15  |
| Mait Peterson         | 23  | 9  | 99  | 19    | 4     | 10        | 25        | 40        | 0         | 0         | 0         | 3           | 4           | 75          | 8        | 16       | 24       | 2    | 1    | 5     | 1     | 5   |
| Emanuele Caiazza      | 21  | 8  | 91  | 19    | 13    | 3         | 18        | 17        | 3         | 8         | 38        | 6           | 10          | 60          | 2        | 8        | 10       | 0    | 2    | 10    | 3     | 11  |
| Sadio Soumalia Traore | 5   | 3  | 24  | 3     | 0     | 1         | 3         | 33        | 1         | 2         | 50        | 0           | 0           | 0           | 2        | 1        | 3        | 0    | 0    | 1     | 0     | 1   |

### Girone salvezza
| Nome                  | Pun | G  | Min | Falli | Falli | Tiri da 2 | Tiri da 2 | Tiri da 2 | Tiri da 3 | Tiri da 3 | Tiri da 3 | Tiri Liberi | Tiri Liberi | Tiri Liberi | Rimbalzi | Rimbalzi | Rimbalzi | Stop | Stop | Palle | Palle | Ass |
| Nome                  | Pun | G  | Min | C     | S     | R         | T         | %         | R         | T         | %         | R           | T           | %           | O        | D        | T        | D    | S    | P     | R     | Ass |
| --------------------- | --- | -- | --- | ----- | ----- | --------- | --------- | --------- | --------- | --------- | --------- | ----------- | ----------- | ----------- | -------- | -------- | -------- | ---- | ---- | ----- | ----- | --- |
| Lorenzo Ambrosin      | 142 | 10 | 316 | 28    | 34    | 27        | 48        | 56        | 18        | 63        | 29        | 34          | 35          | 97          | 8        | 26       | 34       | 2    | 3    | 13    | 11    | 22  |
| Dwayne Cohill         | 135 | 10 | 234 | 21    | 23    | 31        | 60        | 52        | 18        | 35        | 51        | 19          | 22          | 86          | 1        | 15       | 16       | 1    | 7    | 13    | 6     | 21  |
| Jacob Polakovich      | 119 | 10 | 300 | 22    | 37    | 50        | 94        | 53        | 0         | 1         | 0         | 19          | 39          | 49          | 49       | 83       | 132      | 0    | 5    | 13    | 1     | 12  |
| Davide Meluzzi        | 94  | 8  | 211 | 25    | 24    | 15        | 44        | 34        | 18        | 51        | 35        | 10          | 16          | 63          | 6        | 24       | 30       | 0    | 2    | 17    | 5     | 29  |
| Alessandro Sperduto   | 93  | 8  | 156 | 20    | 28    | 4         | 14        | 29        | 22        | 48        | 46        | 19          | 22          | 86          | 3        | 10       | 13       | 2    | 1    | 11    | 5     | 8   |
| Nicolas Morici        | 70  | 10 | 186 | 27    | 13    | 18        | 34        | 53        | 9         | 18        | 50        | 7           | 10          | 70          | 5        | 17       | 22       | 1    | 1    | 9     | 3     | 24  |
| Albano Chiarastella   | 66  | 10 | 268 | 17    | 17    | 14        | 22        | 64        | 11        | 31        | 35        | 5           | 9           | 56          | 5        | 54       | 59       | 0    | 1    | 12    | 4     | 39  |
| Emanuele Caiazza      | 44  | 9  | 127 | 14    | 16    | 7         | 25        | 28        | 7         | 29        | 24        | 9           | 12          | 75          | 3        | 11       | 14       | 0    | 1    | 1     | 5     | 9   |
| Mait Peterson         | 27  | 10 | 120 | 24    | 6     | 10        | 27        | 37        | 0         | 1         | 0         | 7           | 7           | 100         | 6        | 16       | 22       | 2    | 0    | 11    | 3     | 2   |
| Sadio Soumalia Traore | 9   | 7  | 59  | 10    | 1     | 3         | 4         | 75        | 1         | 8         | 13        | 0           | 0           | 0           | 2        | 9        | 11       | 1    | 1    | 2     | 0     | 1   |
| Agustin Fabi          | 6   | 6  | 73  | 9     | 0     | 0         | 0         | 0         | 2         | 7         | 29        | 0           | 0           | 0           | 1        | 9        | 10       | 0    | 0    | 2     | 0     | 6   |